# Distretto di Bajan-Uul (Dornod)
Il distretto di Bajan-Uul è uno dei quattordici distretti (sum) in cui è suddivisa la provincia del Dornod, in Mongolia. Conta una popolazione di 4.451 abitanti (censimento 2009). 